# Schmitt, Cochem-Zell
Schmitt là một đô thị thuộc Eifel area phía tây nước Đức. Đô thị Schmitt, Cochem-Zell có diện tích 2,71 km². Đô thị này thuộc Verbandsgemeinde Ulmen, huyện Cochem-Zell, bang Rheinland-Pfalz. sông Moselle nằm gần đô thị này.